# Walliser Teller

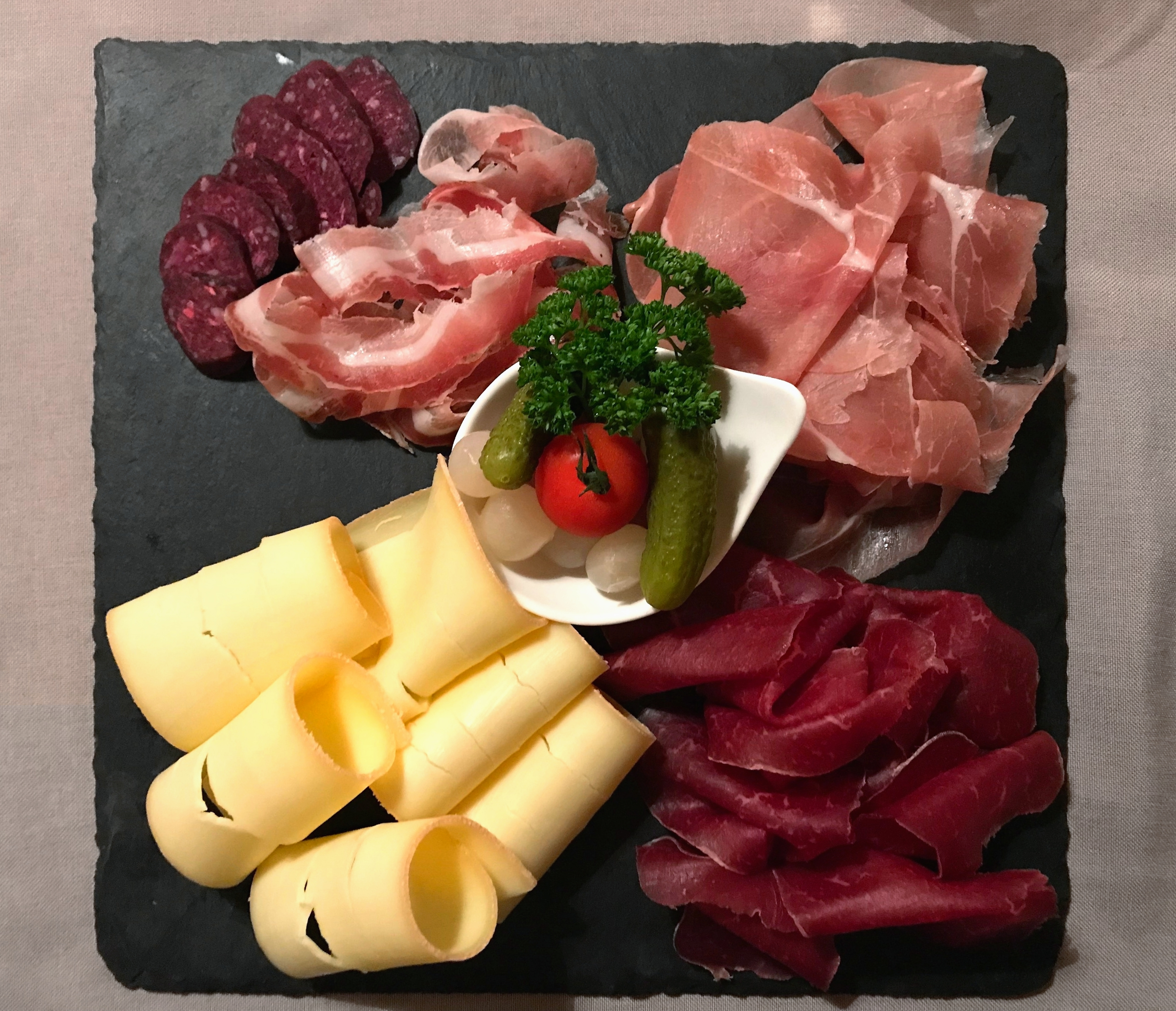
Walliser Teller in einem Restaurant in Zermatt

Der Walliser Teller (auch Walliser Platte, französisch assiette valaisanne) ist ein traditionelles Schweizer Gericht aus kaltem, durch Lufttrockenreifung haltbar gemachtem Fleisch, Käse und Roggenbrot. Diese Produkte aus dem Kanton Wallis entsprechen dabei gesetzlichen Vorschriften und strengen Zertifizierungskriterien (geschützte geographische Angabe (GGA, französisch indication géographique protégée, IGP) oder geschützte Ursprungsbezeichnung (GUB, französisch appellation d'origine protégée, AOP)).

## Namenskunde
Gewöhnlich wird dieses traditionelle Walliser Gericht für eine Person auf einem Teller oder für mehrere Personen auf einer Holzplatte serviert – daher die Namen.

## Kennzeichnung
Rund 1800 Walliser Betriebe aus allen Bereichen der Restauration, der Hotellerie und des Tourismus, deren Interessen der Walliser Arbeitgeberverband für Restauration und Hotellerie (GastroValais) vertritt, der Mitglied der Schweizer Dachorganisation GastroSuisse ist, vermarkten den Walliser Teller und die Walliser Platte unter der Bezeichnung «Walliser Teller Marke Wallis», da sich die Bezeichnung «Walliser Teller» nicht schützen lässt. Die «Marke Wallis» garantiert, dass der Walliser Teller mit den authentischen Zutaten hergestellt und nach dem einheitlichen Qualitätsstandard angeboten wird.

## Zusammensetzung und Zubereitung
Der Walliser Teller besteht aus in dünnen Scheiben geschnittenem Walliser Trockenfleisch aus Rindfleisch, Walliser Trockenspeck und Walliser Rohschinken (walliserdeutsch Hamma) aus Schweinefleisch, Walliser Trockenwurst (walliserdeutsch Hüswurscht) aus Rind- und Schweinefleisch, wobei die Fleischwaren alle mittels Lufttrockenreifung haltbar gemacht wurden, sowie Walliser Roggenbrot, Walliser Raclette Schnittkäse und/oder Walliser Raclette Hobelkäse. 
Die Verwendung der folgenden Mindestmengen ist obligatorisch für den «Walliser Teller Marke Wallis»:

### Hauptspeise / ganze Portion
- 40 g Walliser Trockenfleisch GGA
- 40 g Walliser Rohschinken GGA
- 20 g Walliser Trockenspeck GGA
- 30 g Walliser Trockenwurst
- 50 g Walliser Raclette GUB
- 4 Scheiben oder rund 100 g Walliser Roggenbrot GUB

### Vorspeise / halbe Portion
- 25 g Walliser Trockenfleisch GGA
- 20 g Walliser Rohschinken GGA
- 10 g Walliser Trockenspeck GGA
- 15 g Walliser Trockenwurst
- 25 g Walliser Raclette GUB
- 2 Scheiben oder rund 50 g Walliser Roggenbrot GUB

Der Walliser Teller kann nach Belieben mit den folgenden Beigaben ergänzt werden:
- Käse aus Walliser Herstellung auf Basis von Rohzutaten aus dem Wallis,
- Zwiebeln, Cornichons
- Walliser Essiggemüse
- Schweizer Butter
- Garnitur (Nüsse, Tomate, Petersilie usw.)